# Gingivitis

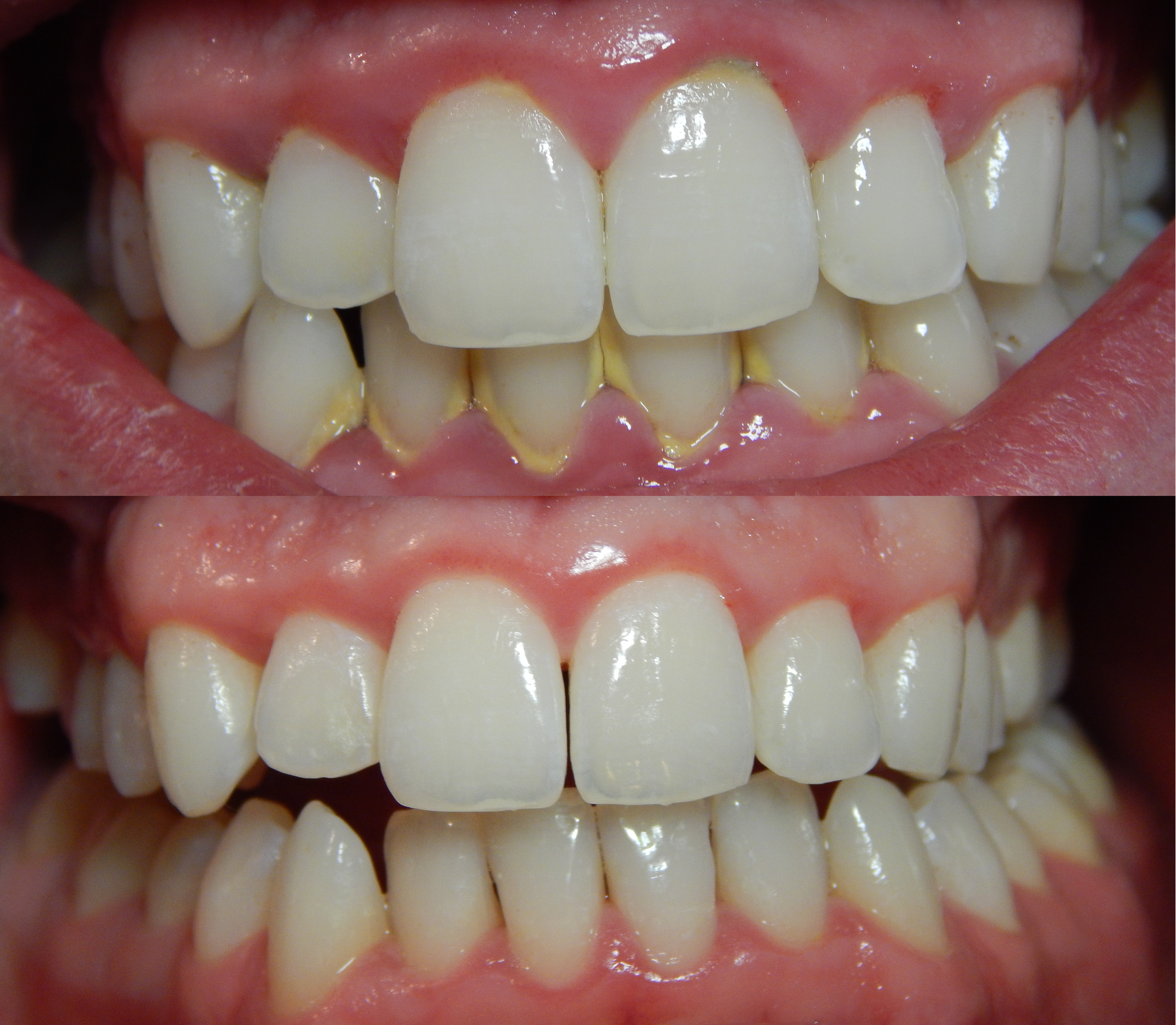
Gingivitis, oben vor, unten nach Zahnsteinentfernung und Débridement. Die gingivale Rötung am Zahnfleischrand auf Grund der Entzündung klingt gerade ab.

Gingivitis ist eine meist bakteriell verursachte Entzündung des marginalen Zahnfleisches (von lateinisch gingiva). Tieferliegende Strukturen des Zahnhalteapparates (Parodontium) sind nicht betroffen. Die Gingivitis kann durch andere Faktoren verstärkt werden.

## Symptome und Risikofaktoren
Die Symptome einer Gingivitis entsprechen denen einer Entzündung und manifestieren sich am Zahnfleisch mit einer stärkeren Rötung, ödematösen und hyperplastischen Schwellung, Blutung bei Sondierung und Ulzerationen (Geschwüriger Zerfall). Zusätzlich kann schlechter Atem (Halitosis) auftreten und die orangenschalenartige Stippelung des Zahnfleischs verschwindet.
Eine chronische Gingivitis verursacht zumeist keine Schmerzen. Als Erreger kommen prinzipiell alle in der Mundflora vorkommenden Bakterien in Betracht. Eine chronifizierte Gingivitis kann in eine Parodontitis übergehen oder bei einer bestehenden Parodontitis den Verlauf beschleunigen.
Die Risikofaktoren einer Gingivitis entsprechen denen der Parodontitis. Schlechte Mundhygiene, Rauchen, psychosozialer Stress und genetische Faktoren haben sowohl auf die Wahrscheinlichkeit der Entstehung, als auch auf den Krankheitsverlauf einen Einfluss. Daneben können manche Grunderkrankungen (z. B. Diabetes) ebenfalls einen schwereren Krankheitsverlauf begünstigen.
Im Januar 2019 wurde ein möglicher Zusammenhang zwischen Gingivitis und der Alzheimer-Krankheit festgestellt.

## Ursachen
Die häufigste Ursache einer Gingivitis besteht in der bakteriellen Plaque an den Zähnen, welche die Immunantwort des Patienten in Gang setzt. Die Immunantwort soll der Bakterieninvasion entgegenwirken und verursacht die typischen Zeichen der Entzündung und kann unbehandelt zu einer Zerstörung des Zahnfleischgewebes und in weiterer Folge des parodontalen Halteapparates führen. Am häufigsten ist dentale Plaque in den Zahnzwischenräumen im Bereich des Zahnfleischsulcus zu finden, die von der Zahnbürste nicht erreicht werden. Ansonsten sind schwer zu reinigende Bereiche, sogenannte Plaque Traps auch oft von Plaque überzogen und finden sich beispielsweise an überstehenden Füllungsrändern und Regionen mit Zahnstein. Die Bakterien, die sich in der Plaque ansammeln, produzieren degenerative Enzyme und Toxine (wie Endotoxine oder Lipoteichonsäure), welche die Entzündungsantwort des Gewebes verstärken können. Neben der plaqueinduzierten Gingivitis existieren auch seltenere Varianten, die beispielsweise durch spezifische Besiedlung von Bakterien, Viren oder Pilzen hervorgerufen werden können. Sehr seltene genetische Varianten wurden ebenfalls beschrieben. Verletzungen und Fremdkörper können ebenfalls eine Gingivitis verursachen.

## Therapie
Eine intensive Mundhygiene stellt sowohl die Prophylaxe als auch die Therapie einer plaqueassoziierten Gingivitis dar, da so der ursächliche bakterielle Biofilm und  Speisereste aus dem Mund entfernt werden. Eine professionelle Mundhygiene mit Zahnsteinentfernung und eventueller Entfernung von Plaqueretentionsstellen sind Teil der Therapie. Sollte trotz guter Mundhygiene keine Besserung der Symptome erzielt werden, müssen andere Formen der gingivalen Erkrankungen in Betracht gezogen und bei Bedarf behandelt werden. Neben der mechanischen Reinigung mit Zahnbürste, Zahnseide und anderen Hilfsmitteln können kurzfristig auch orale Desinfektionsmittel in Form von Mundspüllösungen, Gels oder Mundsprays unterstützend eingesetzt werden. Je nach Zusammensetzung der Inhaltsstoffe reduzieren diese Mittel die Anzahl der Bakterien im Mund- und Rachenraum für einige Minuten oder über mehrere Stunden (Depotwirkung). Die Anzahl der Bakterien auf der Zahnbürste lässt sich verringern, indem man die Zahnbürste regelmäßig desinfiziert (Dentalspray, UV-Desinfektion bei elektrischen Zahnbürsten).

## Nomenklatur
Die aktuell gültige Nomenklatur wurde 1999 im Rahmen des „International Workshop for a Classifikation of Periodontal Diseases and Conditions“ aufgestellt. Dadurch wurden ältere, oft länderspezifische Nomenklaturen abgelöst.
1. Plaqueinduzierte gingivale Erkrankungen
  1. Gingivitis, allein durch Plaque hervorgerufen
    1. ohne andere lokale Faktoren
    2. mit anderen lokalen Faktoren

  2. Gingivale Erkrankungen, durch systemische Faktoren modifiziert
    1. assoziiert mit hormonellen Einflüssen
      1. Gingivitis während der Pubertät
      2. Gingivitis während der Menstruation
      3. Gingivale Erkrankungen während der Schwangerschaft
        1. Schwangerschaftsgingivitis
        2. Schwangerschaftsgranulom (pyogenes Granulom)

      4. Gingivitis bei Diabetes Mellitus

    2. assoziiert mit Blutbildstörungen
      1. Gingivitis bei Leukämie
      2. Gingivitis bei HIV
      3. andere

  3. Gingivale Erkrankungen durch Medikationen modifiziert
    1. Gingivale Erkrankungen aufgrund von Medikamenteneinnahme
      1. Durch Medikamente beeinflusste gingivale Wucherungen
      2. Durch Medikamente beeinflusste Gingivitis
        1. Gingivitis verbunden mit oralen Kontrazeptiva
        2. andere

  4. Gingivale Erkrankungen durch Mangelernährung modifiziert
    1. Gingivitis bei Vitamin-C-Mangel
    2. andere
2. Nicht durch Plaque induzierte gingivale Erkrankungen
  1. Gingivale Erkrankungen durch spezifische Bakterien hervorgerufen
  2. Gingivale Erkrankungen viraler Genese
  3. Gingivale Pilzerkrankungen
  4. Gingivale Erkrankungen genetischer Veranlagung
  5. Gingivale Manifestationen systemischer Bedingungen
  6. Traumatische Läsionen
  7. Fremdkörperreaktionen
  8. nicht näher spezifiziert